# Charalambides
I Charalambides sono un gruppo musicale statunitense, originario di Houston (Texas) e formato nel 1991. I componenti del gruppo sono: Tom Carter, Christina Carter, Kyle Silfer (fondatori), Jason Bill ed Heather Leigh Murray.

## Discografia

### Album studio
- 1991 - Our Bed Is Green
- 1993 - Union
- 1995 - Market Square
- 1998 - Houston
- 2002 - Unknown Spin
- 2004 - Joy Shapes
- 2006 - A Vintage Burden
- 2007 - Likeness
- 2011 - Exile